# 川井巌
川井 巌（かわい いわお、1896年（明治29年）9月2日 - 1972年（昭和47年）5月15日）は、日本の海軍軍人、実業家。海兵47期・海大29期。山形県出身。
1943年（昭和18年）、海軍大佐・軽巡洋艦「木曽」艦長としてキスカ島撤退作戦に参戦し、武功を挙げた。
帝国海軍での最終階級は海軍少将。1945年（昭和20年）11月30日を以て帝国海軍が消滅した後も、公職追放を受けずに1948年（昭和23年）12月まで第二復員省人事局長などの公職に就き続け、海軍の残務を処理した。
1953年（昭和28年）、東京光学機械株式会社（現：トプコン）に入社し、東京光学機械株式会社 営業部長を経て、東光物産株式会社 社長（在任期間：1957年〈昭和32年〉7月 - 1965年〈昭和40年〉9月）を務めた。

## 海軍士官時代
山形県東置賜郡宮内町（現：南陽市）で出生。父の川井七三郎は商業を営んでいた。山形中学校（現：山形県立山形東高等学校）を経て、1916年（大正5年）に海軍兵学校および陸軍士官学校（第31期）を受験し、双方に合格している。1919年（大正8年）に海軍兵学校を卒業（兵47期、卒業席次は36位／115名）。
川井の兵学校卒業席次は上位ではない。しかし兵47期の俊英と目された川井は、中佐で連合艦隊砲術参謀を務めた（GF長官：吉田善吾中将）。川井は海軍中央での勤務が多い「赤レンガ組」であり、中佐進級（昭和11年12月）は兵47期先頭組（光延東洋・山本善雄など6名、昭和10年11月 中佐）より1年遅れであったが、大佐進級（昭和15年11月）以降は兵47期先頭組に入った。
1941年（昭和16年）12月、海軍大佐・第4艦隊（4F。司令長官：井上成美中将、参謀長：矢野志加三少将）先任参謀として、太平洋戦争の開戦を迎えた。

### キスカ島撤退作戦での武功

#### 煙突偽装の妙計
1942年（昭和17年）9月、4F先任参謀から、第5艦隊（5F）隷下の軽巡「木曽」艦長に転じた。川井は5Fで「艦隊の智嚢」として重きをなした。
川井は、翌年の1943年（昭和18年）に5Fが実施したキスカ島撤退作戦（総指揮官：第1水雷戦隊司令官 木村昌福少将）に「木曽」艦長として参戦した。
キスカ島撤退作戦の発動（昭和18年7月1日）が近づいた同年6月25日、木村少将は、片岡湾（占守島）所在の旗艦・軽巡「阿武隈」で「撤収作戦研究会」を行い、5F参謀・1水戦各参謀・各艦長／司令・各駆逐艦長が参集した。
1水戦先任参謀・有近六次中佐（兵50期。昭和30年に死去）は、この研究会につき下記のように記している。

##### キスカ湾で撮影された軽巡「阿武隈」
日本艦隊がキスカ島への突入に成功した昭和18年7月28日に、キスカ湾に入泊中の軽巡「阿武隈」を鮮明に撮影した写真（撮影者：第51警備隊軍医長 小林新一郎 海軍軍医大尉）が現存し、「阿武隈」の第1煙突と第3煙突が通常の「軍艦色」であるのに対し、第2煙突が白っぽい色であることが確認できる。

#### 苦境の木村昌福少将を補佐
キスカ島撤退作戦は同年7月1日に発動され、第1水雷戦隊司令官・木村昌福少将が率いる日本艦隊は、同日に片岡湾（占守島）を出撃してキスカ島に向かったが（第1回実施）、木村少将は「成算なし」と判断して作戦を中断し、同年7月7日に片岡湾に帰投した。
同年7月11日、日本艦隊は片岡湾を再度出撃してキスカ島に向かったが（第2回実施）、木村少将は同年7月16日に再度「成算なし」と判断して作戦を中断して片岡湾に帰投した。
第2回実施でキスカ島に突入しなかったことを、木村少将は海軍部内から強く批判された。第3回実施（アメリカ海軍の動向、燃料欠乏などから、最後の機会となる）を控えた同年7月19日、木村少将は片岡湾所在の旗艦「阿武隈」で最終会議を行い、5F参謀・1水戦各参謀・各艦長／司令・各駆逐艦長が参集した。
1水戦先任参謀・有近六次中佐は、会議終了後の情景を下記のように記している。
皆が帰ったあと、私は今日の打ち合わせの模様を司令官に報告した。司令官と私の間では、今日の議題は全部打ち合わせずみのことばかりだった。—
これで司令官のもとを辞して幕僚室へ引き揚げようとすると、—
と碁盤を指したので、私もあと戻りして、公室のソファーの上で一局かこみはじめた。この二人の碁はだいたい互角であるが、よく考える長い碁だった。パチリパチリと無心に黒白を並べている最中、コツコツと室の入口をノックする音が聞こえる。—
と振り向きもせず司令官が返事をすると、カーテンを揚げて入ってきたのが、艦隊の智嚢木曽艦長川井大佐である。—
黒を持った私は、—
とパチリ。そこへ従兵が—
司令官はわれにかえり、—
司令官ははじめて顔を上げて、木曽艦長を見ながら、—
と髭をひねりながら笑顔で引き止める。しかし、木曽艦長はそのまま帰っていった。後は再び無言でパチリパチリ。幌筵の夕は静佳に暮れていく。—

#### 煙突偽装の計、敵潜を欺く
同年7月22日、第1水雷戦隊司令官・木村昌福少将が率いる日本艦隊は、片岡湾（占守島）を再々度出撃してキスカ島に向かった（第3回実施）。
同年7月28日、キスカ島を厳重に封鎖するアメリカ海軍の隙を突いて、キスカ島への突入・撤退部隊収容に成功した日本艦隊は、キスカ島海域から離脱する寸前に、浮上中のアメリカ潜水艦1隻を、右正横1千メートル、 辛うじて視認できる距離で発見した。1水戦先任参謀・有近六次中佐は、旗艦「阿武隈」の艦橋から双眼鏡で敵潜の艦橋を観察し、敵潜乗員に全く緊張感が無いことから「敵潜は事態を把握していない」と判断した。
有近中佐の報告を受けた木村少将は「何もせず、敵潜をやり過ごす」と決断し、日本艦隊は左に舵を切った。すると、煙突偽装を施した日本艦隊を、キスカ島封鎖中のアメリカ艦隊と誤認したのか、アメリカ潜水艦は「日本艦隊発見」の電報を打つことなく、浮上したままで日本艦隊の視界外に消えていった。

##### 煙突偽装の計、敵潜を欺く：他文献の記述
(1)『戦史叢書 28巻 北島方面海軍作戦』は下記のように記しており、「敵潜との距離は2千メートルであった」「『阿武隈』は敵潜を右45度に回避した」「敵潜は間もなく潜航した」点が上記と異なる。
(2)「阿武隈」主計長・市川浩之助 主計大尉（短現6期）は、「阿武隈」艦上から敵潜を実見し、下記のように回想している。
- 「阿武隈」は、右前方を反航する（「阿武隈」とすれ違う）敵潜を距離2千メートルで発見した[注釈 4]。
- しばらくすると、敵潜は発光信号を送ってきた。
- その後、敵潜はゆっくりと潜航した。

※ 市川は双眼鏡を使った形跡がなく、「辛うじて視認できる距離」の敵潜を正確に観察できたかは疑問。
- キスカ島撤退作戦の発動前に「煙突偽装の計」を知った市川は「そんなことまでするのか！」と驚いた。市川の周りでは、そんな小細工が本当に役に立つと考えた者はいなかった。しかし、実戦で「煙突偽装の計」が奏功したことに市川はさらに驚き、「人事を尽くして天命を待つ」を実践した水雷戦隊司令部に感服した。

### 海軍消滅後も残務処理に従事
海軍少将・海軍省人事局長として1945年（昭和20年）8月の終戦を迎えた川井は、同年11月末に海軍が消滅した後も、公職追放を受けずに引き続き公職（第二復員省 人事局長、復員庁 第二復員局 人事部長〈人事課長を兼任〉、厚生省引揚援護庁 第二復員局残務処理部長）に就いて海軍の残務処理にあたった。海軍消滅から3年あまりが過ぎた1948年（昭和23年）12月13日に依願退官した。

## 実業家時代
1953年（昭和28年）、57歳の川井は、東京光学機械株式会社（現：トプコン）に入社した。当時の東京光学機械は、日本光学工業（現：ニコン）に次ぐ名門光学機器メーカーであり、カメラや双眼鏡などの光学機器は、敗戦で疲弊した日本が欧米に輸出できる、数少ない工業製品であった。入社から2年後の1955年（昭和37年）には、東京光学機械株式会社 営業部長の重職を務めていた。
川井は、1957年〈昭和32年〉7月、東京光学機械株式会社 営業部長から、東光物産株式会社 社長（第3代）に転じた。
東光物産株式会社は、東京光学機械株式会社の役員・幹部社員が出資して1949年（昭和24年）11月に設立された会社であり（「法人たる東京光学機械株式会社」との資本関係はなかった）、東京・神田神保町の店舗でのカメラ小売、関東／東北方面への光学機器卸売、「東光物産直属の工場で製造する双眼鏡」の卸売、双眼鏡の海外輸出などを行っていた。川井は、東光物産株式会社が1965年（昭和40年）9月に解散するまで社長を務め、解散後は清算業務に従事した。
実業家として活躍する一方で、かつての上官である井上成美（敗戦責任を感じて隠棲し、貧窮生活を送っていた）を、4F先任参謀時代の仲間たちと共に支援した。
1972年（昭和47年）9月2日に死去。75歳没。

## 年譜
※ 本文での言及、もしくは特記のない限り、出典は「秦 2005, p. 199-200, 第1部 主要陸海軍人の履歴：海軍：川井巌」（）。
- 1896年（明治29年）9月2日 - 山形県東置賜郡宮内町（現：南陽市）で出生。
- 1916年（大正5年）8月31日 - 海軍兵学校 入校。
- 1919年（大正8年）10月9日 - 海軍兵学校 卒業 （兵47期、卒業席次36位／115名）、海軍少尉候補生。
- 1920年（大正9年）8月 - 海軍少尉に任官。
- 1922年（大正11年）12月 - 海軍中尉に進級。
- 1924年（大正13年）12月 - 海軍大尉に進級。
- 1927年（昭和2年）11月 - 海軍砲術学校高等科学生卒業、重巡洋艦「加古」分隊長。
- 1929年（昭和4年）11月 - 海軍大学校甲種学生。
- 1931年（昭和6年）11月 - 海軍大学校甲種学生 卒業（第29期、卒業席次6位／25名）。
  - 12月 - 海軍少佐に進級、軽巡洋艦「那珂」砲術長。
- 1932年（昭和7年）12月 - 第2水雷戦隊参謀。
- 1934年（昭和9年）11月 - 軍令部部員（第1部第2課）。
- 1936年（昭和11年）12月 - 海軍中佐に進級、第2艦隊参謀。
- 1937年（昭和12年）12月 - 連合艦隊砲術参謀[8][注釈 1]。
- 1938年（昭和13年）12月 - 軍令部部員（第1部第1課）。
- 1939年（昭和14年）12月 - 軍令部部員（第1部第1課）兼 参謀本部部員。
- 1940年（昭和15年）11月 - 海軍大佐に進級、第4艦隊先任参謀。
- 1942年（昭和17年）7月 - 軍令部出仕。
  - 9月 - 軽巡洋艦「木曾」艦長。
- 1943年（昭和18年）「木曽」艦長としてキスカ島撤退作戦に参戦し、武功を挙げた。
  - 11月 - 海軍省人事局第1課長。
- 1945年（昭和20年）4月 - 海軍省人事局第1課長 兼 第3課長。
  - 5月 - 海軍少将に進級。
  - 11月 - 海軍省人事局長 兼 第1課長 兼 第3課長。
  - 11月30日 - 海軍官制廃止により予備役編入。
  - 12月1日 - 第二復員省 人事局長[3]。
- 1946年（昭和21年）6月 - 復員庁 第二復員局 人事部長〈人事課長を兼任〉[3][33]。
- 1948年（昭和23年）1月 - 厚生省引揚援護庁 第二復員局 残務処理部長[3][34][35][36]。
  - 12月13日 - 依願退官[30][注釈 6]。
- 1953年（昭和28年）- 東京光学機械株式会社（現：トプコン）入社。

以後、東京光学機械株式会社 営業部長、東光物産株式会社 社長を歴任。
- 1972年（昭和47年）5月15日 - 死去（75歳没）。